# كريستيان فريدريش هورنشوش
كريستيان فريدريش هورنشوش (1793-1850) (بالإنجليزية: Christian Friedrich Hornschuch)‏ هو عالم نبات ألماني.